# Jambe de Jaipur

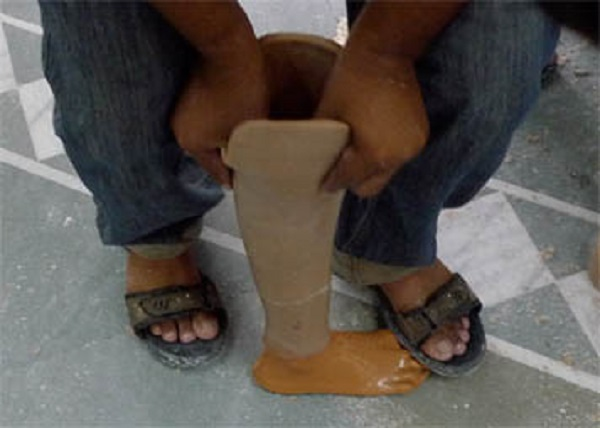
prothèse Japur en cours de fabrication

La jambe de Jaipur (parfois appelée pied de Jaipur) est une jambe artificielle en caoutchouc produite par les Dr Pramod Karan Sethi et Masterji Ram Chander en 1969 pour les victimes d'explosions de mines terrestres. Portant le nom de la ville indienne de Jaipur, au Rajasthan, cette prothèse a été conçue pour être peu coûteuse, rapide à fabriquer et à installer et imperméable. Ce modèle ne peut être utilisé que pour des personnes amputées au-dessous du genou.

## Sources
- (en) Cet article est partiellement ou en totalité issu de l’article de Wikipédia en anglais intitulé « Jaipur leg » (voir la liste des auteurs).